# Gunwalloe
Gunwalloe is een civil parish in het Engelse graafschap Cornwall. In 2001 telde het dorp 221 inwoners.